# Langoat
Langoat is een gemeente in het Franse departement Côtes-d'Armor (regio Bretagne). De plaats maakt deel uit van het arrondissement Lannion. Langoat telde op 1 januari 2022 1.161 inwoners.

## Geografie
De oppervlakte van Langoat bedroeg op 1 januari 2022 18,5 vierkante kilometer; de bevolkingsdichtheid was toen 62,8 inwoners per km².
De onderstaande kaart toont de ligging van Langoat met de belangrijkste infrastructuur en aangrenzende gemeenten.

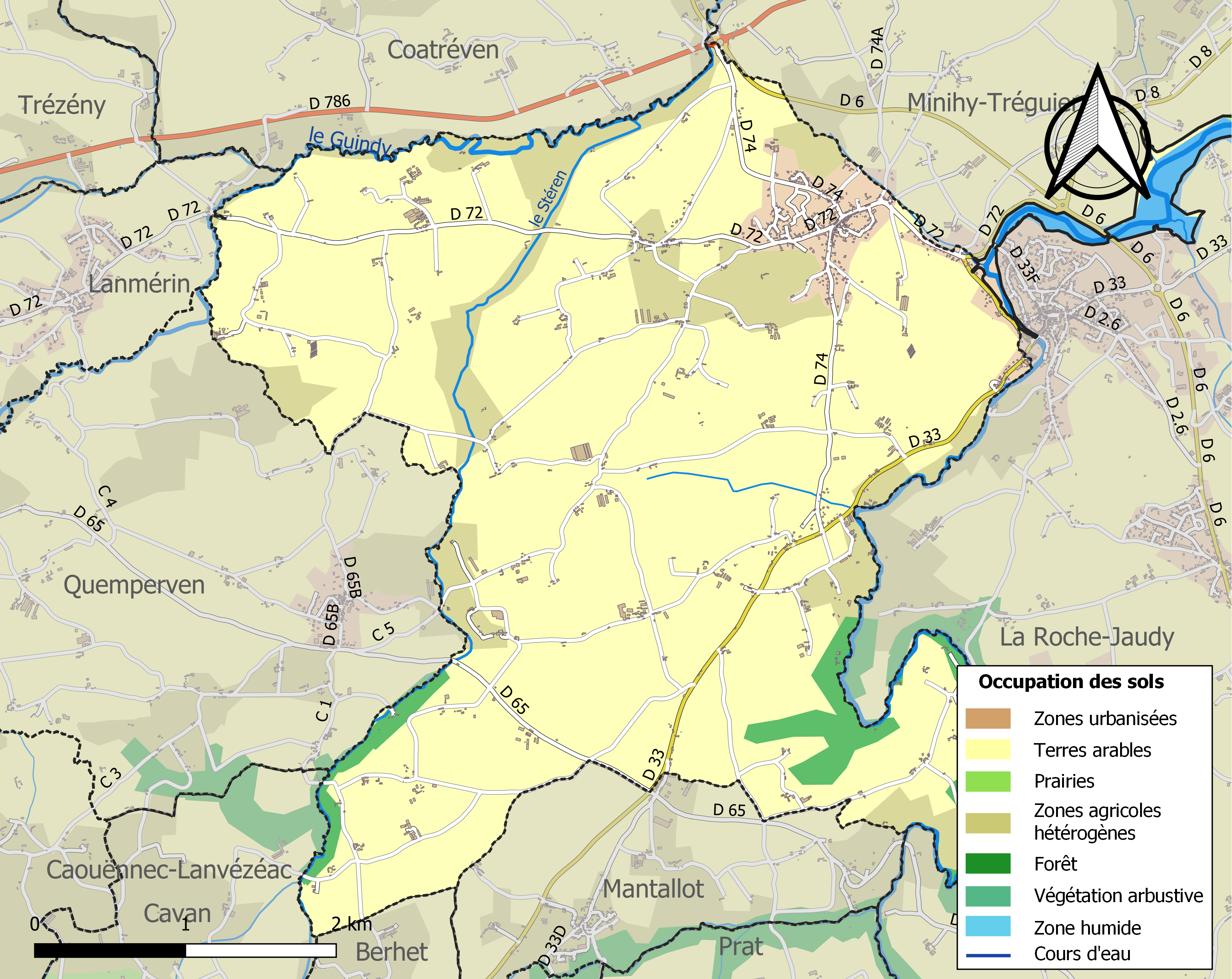

## Demografie
Onderstaande figuur toont het verloop van het inwonertal (bron: INSEE-tellingen).